# Bulbophyllum pisibulbum
Bulbophyllum pisibulbum là một loài phong lan thuộc chi Bulbophyllum.